# 谢模
谢模（？—？），陈郡阳夏人，谢瑶的儿子，谢安的孙子，谢该、谢澹、谢璞的兄弟。
谢模官至光祿勳，他的哥哥庐陵郡公谢该没有儿子，谢模因此把儿子谢承伯过继给谢该，承袭为庐陵郡公。